# Bab Bou Jeloud
Bab Bou Jeloud o Bab Boujeloud és una porta a la medina de Fes, al Marroc. Envoltada d'altes muralles, la gran plaça Pacha el Baghdadi comunica la medina amb Fes el-Jedid. A un costat de la plaça, s'hi discerneix Bab Bou Jeloud, una bella porta monumental construïda el 1913 i entrada principal a Fes el-Bali. El desenvolupament de l'artilleria pesant va comportar la pèrdua de l'efectivitat defensiva de les portes de Fes, que van començar a ser concebudes com a bells elements arquitectònics, contribuint així al prestigi de la ciutat. Bab Bou Jeloud, construïda segons l'estil àrab, es compon de tres arcs de ferradura simètrics. Embelleix la façana un disseny amb rica ornamentació a base de motius geomètrics, cal·ligrafia, decoració floral entrellaçada i rajoles vidriades policromades, amb predomini del blau. Des d'aquesta entrada, s'albira la silueta dels minarets de la madrassa Bou Inania i una mesquita.